# علي عطا
علي عطا (1963 -) هو كاتب وروائي وصحفي وشاعر مصري.

## حياته ونشأته
وُلد بمدينة المنصورة في محافظة الدقهلية عام 1963، ويعمل بوكالة أنباء الشرق الأوسط، وبمكتب جريدة الحياة اللندنية في القاهرة.

## مسيرته المهنية
عمل علي عطا عقب تخرجه من الجامعة في مجال الصحافة الثقافية بدءا فعمل بالعديد من الصحف والمجلات والصحف الإلكترونية المصرية والعربية من بينها مجلة الفيصل السعودية، وبمكتب جريدة الحياة اللندنية في مدينة الرياض بالمملكة العربية السعودية، وجريدة أصوات أونلاين، ويعمل حاليًا صحفياً بوكالة أنباء الشرق الأوسط السعودية التي يقع مقرها الرئيسي في لندن، وبمكتب جريدة الحياة اللندنية في القاهرة، وهو عضو باتحاد كتاب مصر.
بدأ علي عطا حياته الأدبية كاتباً للشعر حيث صدر له ثلاثة دواوين كان أولها ديوان «على سبيل التمويه» الذي صدر عن الهيئة المصرية العامة للكتاب في عام 2001، قبل أن يتجه إلى كتابة الرواية ليصدر أولى أعماله الروائية في عام 2017 بعنوان «حافة الكوثر».

## مؤلفاته
ألف علي عطا العديد من المؤلفات التي تنوعت ما بين الرواية، والدواوين الشعرية، ومنها:
- على سبيل التمويه (شعر): صدر عام 2001 عن الهيئة المصرية العامة للكتاب بالقاهرة ضمن سلسلة «كتابات جديدة».
- ظهرها إلى الحائط (شعر): صدر عام 2007 عن دار شرقيات للنشر والتوزيع بالقاهرة.
- تمارين لاصطياد فريسة (شعر): صدر عام 2013 عن الهيئة المصرية العامة للكتاب بالقاهرة ضمن سلسلة «كتابات جديدة»، ورسم لوحة الغلاف للكتاب الفنان أحمد اللباد، ويضم الكتاب 21 قصيدة موزعة على قسمين. ضم القسم الأول من الكتاب والمعنون باسم «أرنو بعينين دامعتين وأشدو بصوت حزين» 7 قصائد هي «تشكيلية بيبي دول»، و«فيما المخالب مستكينة في غمدها»، و«هل قالت يا حبيبي»، و«قبل أن تقفل الماسنجر»، و«فيما الحراس نائمون»، و«بانتظام زائر سخيف»، و«مشهد أخير»، بينما ضم القسم الثاني من الديوان والمعنون باسم «تدفقي فليس هذا أوان حبس الماء» 14 قصيدة جاءت عناوينها كالتالي: «صيد ثمين»، و«سوق البرتقال»، و«ملل»، و«مرسوم بدقة»، و«كأن نكون معا»، و«غياب»، و«اكتئاب»، و«خلاص»، و«تكرهينني الآن»، و«معرفة»، و«بعد موتي»، و«حتما ستبرد»، و«خارج نطاق الخدمة»، و«لكنها لم تفعل».[8][9]
- ضوضاء المدينة (اقاصيص وصور قلمية): صدر عام 2020 عن دار البشير للثقافة والعلوم بالقاهرة.
- حافة الكوثر (رواية): صدرت عام 2017 عن دار كلمات عربية للنشر والتوزيع بالقاهرة.[10]
- الثمن الباهظ (رواية): صدرت عام 2019 عن دار دارك للنشر والتوزيع بالقاهرة.
- زيارة أخيرة لأم كلثوم (رواية): صدرت عام 2020 عن الدار المصرية اللبنانية للنشر والتوزيع ببيروت خلال فعاليات معرض القاهرة الدولي للكتاب.[11][12]